# Фармацевтичний патент

Хімічний чи фармацевтичний патент — патент на винахід у хімічній чи фармацевтичній індустрії. У більшості юрисдикцій практично не існує різниці в процедурі отримання хімічного чи будь-якого іншого патенту. Хімічний патент не є особливим типом патенту.
До фармацевтичної індустрії патентного захисту лікарських засобів приділяється особлива увага, так як вони можуть бути легко скопійовані чи імітовані (шляхом аналізу фармацевтичної субстанції), а також через значні затрати на НДДКР та високих ризиків, зв'язаних з розробкою нового препарату.

## Структури Маркуша

Приклад структури Маркуша

Хімічні патенти відрізняються від інших тим, що в них можуть використовуватися структури Маркуша, названі в честь винахідника Юджина Маркуша, котрий у 1925 році виграв справу з поводу використання таких структур у патентних заявках.

Структури Маркуша являють собою формулу, в якій включені один чи декілька замісників. Структура Маркуша не вказує ні на яку конкретну сполуку, їй може відповідати дуже велика кількість сполучень.